# Torpediniera

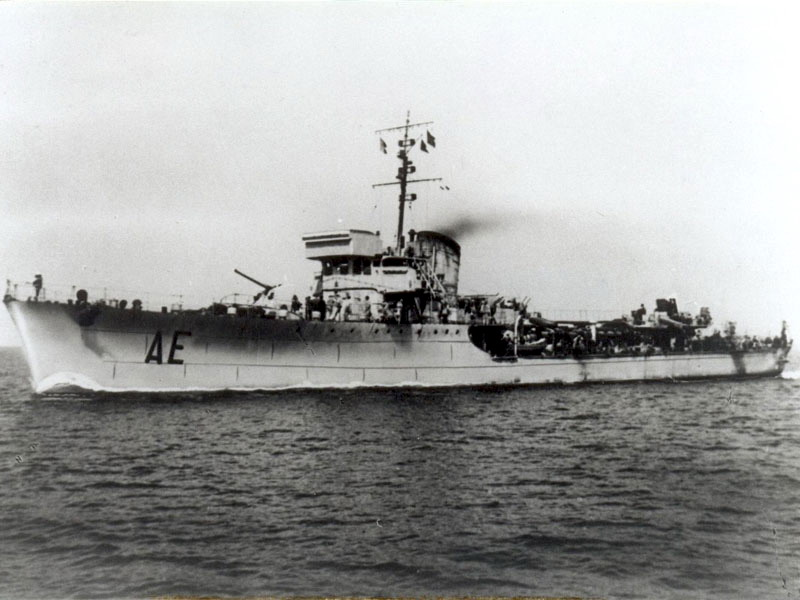
La torpediniera Ariete

Una torpediniera, normalmente abbreviata TP, è una nave da guerra relativamente piccola e veloce progettata per lanciare siluri contro navi di superficie di dimensioni maggiori. Fu creata per contrastare le corazzate e altre navi grandi, pesanti e potentemente armate, sfruttando la sua maggiore velocità ed agilità.

## Storia
Sul finire del XIX secolo, lo sviluppo delle navi con scafo metallico di grandi dimensioni e l'uso del giroscopio per controllare il movimento causato dalle onde, permise il rapido sviluppo di cannoniere di grandi dimensioni, che presto divennero note come corazzate. Queste erano terribilmente costose, di conseguenza solo le nazioni più grandi e ricche potevano permettersi di costruirle.
Ma allo stesso tempo il peso della loro corazzatura le rallentava e gli enormi cannoni necessari per penetrare quella stessa armatura sulle corazzate avversarie avevano una cadenza di fuoco molto bassa. Questo suggerì la costruzione di piccole navi molto più economiche e veloci che avrebbero attaccato le corazzate in formazioni numerose. L'introduzione del siluro (o torpedine) le dotò di un'arma che poteva mandare in avaria ed affondare qualunque corazzata.
Quindi alla fine del XIX secolo le marine di molte nazioni iniziarono a dotarsi di torpediniere - navi relativamente piccole, dai 30 ai 50 metri di lunghezza, armate con tre lanciasiluri e con piccoli cannoni. Erano propulse da motori a vapore e potevano raggiungere velocità comprese tra i 20 ed i 30 nodi (37 ed i 56 km/h) notevoli per l'epoca. Erano relativamente poco costose e potevano essere acquistate in grandi quantità ed impiegate in attacchi in massa contro navi di dimensioni maggiori. Anche se alcune di esse sarebbero state sicuramente affondate dai più grandi cannoni delle navi maggiori mentre si portavano a raggio di tiro, il loro costo era così basso che anche se avessero affondato una singola corazzata questa sarebbe stata una vittoria. La cosiddetta Jeune École, in Francia, si proponeva addirittura di costituire una flotta composta solo da torpediniere e incrociatori, ritenendo la nave da battaglia morta per sempre: sotto questo impulso venne costruita la Foudre, una velleitaria "porta-torpediniere" d'alto mare che avrebbe dovuto agire usando le sue torpediniere come poi faranno le portaerei con i velivoli; l'esperimento fallì in quanto le otto torpediniere imbarcate potevano essere messe in acqua solo con calma piatta o in porto.
Generalmente si ritiene che la prima torpediniera sia stata la KNM Rap della Marina Reale Norvegese (il nome significa "veloce"), ordinata da Cheswick, Inghilterra, nel 1873. Il primo lancio registrato di siluri da una torpediniera (lanciata a sua volta da una corazzata) in una battaglia reale avvenne il 16 gennaio 1878 quando l'ammiraglio russo Stepan Osipovich Makarov utilizzò i siluri autopropulsi Whitehead contro una corazzata turca durante la guerra russo-turca del 1877-1878. Tra le missioni più degne di nota compiute dalle torpediniere ci fu certamente quella del capitano di vascello Enrico Millo durante la guerra italo-turca quando, nella notte del 18-19 luglio 1912, al comando della Squadriglia Torpediniere, violò lo Stretto dei Dardanelli mettendo in agitazione tutte le diplomazie europee.
L'introduzione delle torpediniere causò un incremento di attività nelle flotte di tutto il mondo, mentre cannoni più piccoli e rapidi vennero aggiunti alle navi esistenti per tenere a bada la nuova minaccia. Infine venne creata un'intera nuova classe di navi, i cacciatorpediniere per contrastarle. Queste furono semplicemente versioni ingrandite delle torpediniere, capaci della stessa velocità ma armate di cannoni più pesanti, in grado di distruggerle prima che potessero avvicinarsi alla flotta principale. I cacciatorpediniere vennero armati anch'essi con siluri. Uno sforzo considerevole venne speso nell'ideare azioni di flotta che permettessero ai cacciatorpediniere di operare ad una distanza sufficiente dal gruppo principale della flotta per tenere a bada le torpediniere, rimanendo comunque abbastanza vicini da non poter essere sorpresi allo scoperto da una flotta avversaria.
I cacciatorpediniere apparvero così utili e più versatili delle torpediniere, possedendo una miglior capacità di tenere il mare e così infine le rimpiazzarono. Fino alla seconda guerra mondiale le torpediniere rimasero solo in piccolo numero in alcune marine (per esempio quella francese e tedesca). A questo punto erano diventate navi lunghe da 70 a 100 m, armate con 2 o 3 cannoni solitamente di 100 mm (4 pollici) di calibro e con tubi lanciasiluri. Al termine della guerra scomparvero quasi del tutto.
In verità delle imbarcazioni definite "torpediniere" rimasero in servizio in numerose marine (Italia, Giappone, URSS, Germania, e molte marine minori), ma erano dei piccoli cacciatorpediniere che dislocavano poco meno di 1000 tonnellate (o, raramente, anche di più) e dotate di un armamento poco più leggero di un normale cacciatorpediniere. La loro velocità era però uguale a quella di un normale cacciatorpediniere (ma inferiore a quella di molti super caccia da 40 kn o più), e quindi pari a quella delle maggiori unità (corazzate "veloci", incrociatori da battaglia, incrociatori) che si aggirava sui 30 nodi o poco più.
Prima della prima guerra mondiale le torpediniere erano diventate sempre più grosse ed armate con cannoni di calibro maggiore, ma cominciarono quindi a tornare alle loro radici di navi piccole e veloci. L'introduzione del motore a combustione interna fornì una fonte di energia molto maggiore e più compatta. Il risultato furono delle piccole torpediniere, di dimensioni tra 50 ed i 100 piedi (15 ed i 30 m) di lunghezza con velocità tra i 30 ed i 50 nodi (56 ed i 93 km/h)). Queste torpediniere rimasero in servizio fino alla seconda guerra mondiale, in particolare i MAS della Regia Marina italiana, le Motor torpedo boat (MTB) della marina militare britannica, le S-Booten (Schnell-boot) della Kriegsmarine, dette dagli inglesi E-boat, dove la E sta per enemy, cioè "nemico") e le PT boat della Marina degli Stati Uniti (per Patrol Torpedo) svolgendo bene il loro incarico.
Una classica azione delle torpediniere veloci fu l'Operazione Cerberus nel febbraio 1942, quando le E-boat e cacciatorpediniere tedesche difesero la flottiglia formata dal Scharnhorst, Gneisenau, Prinz Eugen e da diverse navi minori contro le MTB della Royal Navy.
All'epoca della seconda guerra mondiale il margine di velocità delle torpediniere rispetto alle navi di dimensioni maggiori si era sempre più ridotto. Un cambiamento più importante fu la diffusione delle pattuglie aeree in missione antinave, che potevano affondarle prima ancora che potessero vedere il loro bersaglio.
Questa classe non è completamente scomparsa grazie all'apparizione del missile guidato. Oggigiorno diverse marine possiedono navi delle dimensioni e concetto generale delle vecchie torpediniere, ma armate con missili anti-nave a lungo raggio, che possono essere usati da distanze tra i 30 ed i 70 km. Questo riduce il bisogno dell'inseguimento e concede molta più libertà nell'operare per avvicinarsi al bersaglio. Gli aerei rimangono una delle principali minacce ed ogni flotta che combini elementi aerei rende il loro uso quasi suicida.
Sono ancora usate da molte marine e guardie costiere per sorvegliare le loro acque territoriali contro i contrabbandieri, particolarmente quelli di narcotici ed armi per i guerriglieri. L'interdizione e l'abbordaggio di motoscafi potenzialmente armati ed ostili, spesso indistinguibili da navi legittime, viene preferibilmente eseguito con un motoscafo armato pesantemente, spesso con assistenza aerea.